# Dukiele (rejon oszmiański)
Dukiele (biał. Дукелі; ros. Дукели) − wieś na Białorusi, w obwodzie grodzieńskim, w rejonie oszmiańskim, w sielsowiecie Kamienny Łoh.

## Historia
W czasach zaborów wieś włościańska w gminie Polany, w powiecie oszmiańskim, w guberni wileńskiej Imperium Rosyjskiego. W 1866 roku liczyła 44 mieszkańców w 5 domach. W 1905 roku wymieniono wieś i folwark.
- wieś liczyła 71 mieszkańców, 67 dziesięcin[2].
- folwark liczył 13 mieszkańców, 47 dziesięcin. Własność Wasztorta[2].

W latach 1921–1945 wieś leżała w Polsce, w województwie wileńskim, w powiecie oszmiańskim, w gminie Polany.
W 1931 wieś w 12 domach zamieszkiwało 61 osób.
Wierni należeli do parafii rzymskokatolickiej w Cudzieniszkach. Miejscowość podlegała pod Sąd Grodzki w Oszmianie i Okręgowy w Wilnie; właściwy urząd pocztowy mieścił się w Cudzieniszkach.
Po II wojnie światowej w granicach Związku Sowieckiego. Od 1991 w niepodległej Białorusi.